# Ofensywa włoska w Państwie Kościelnym

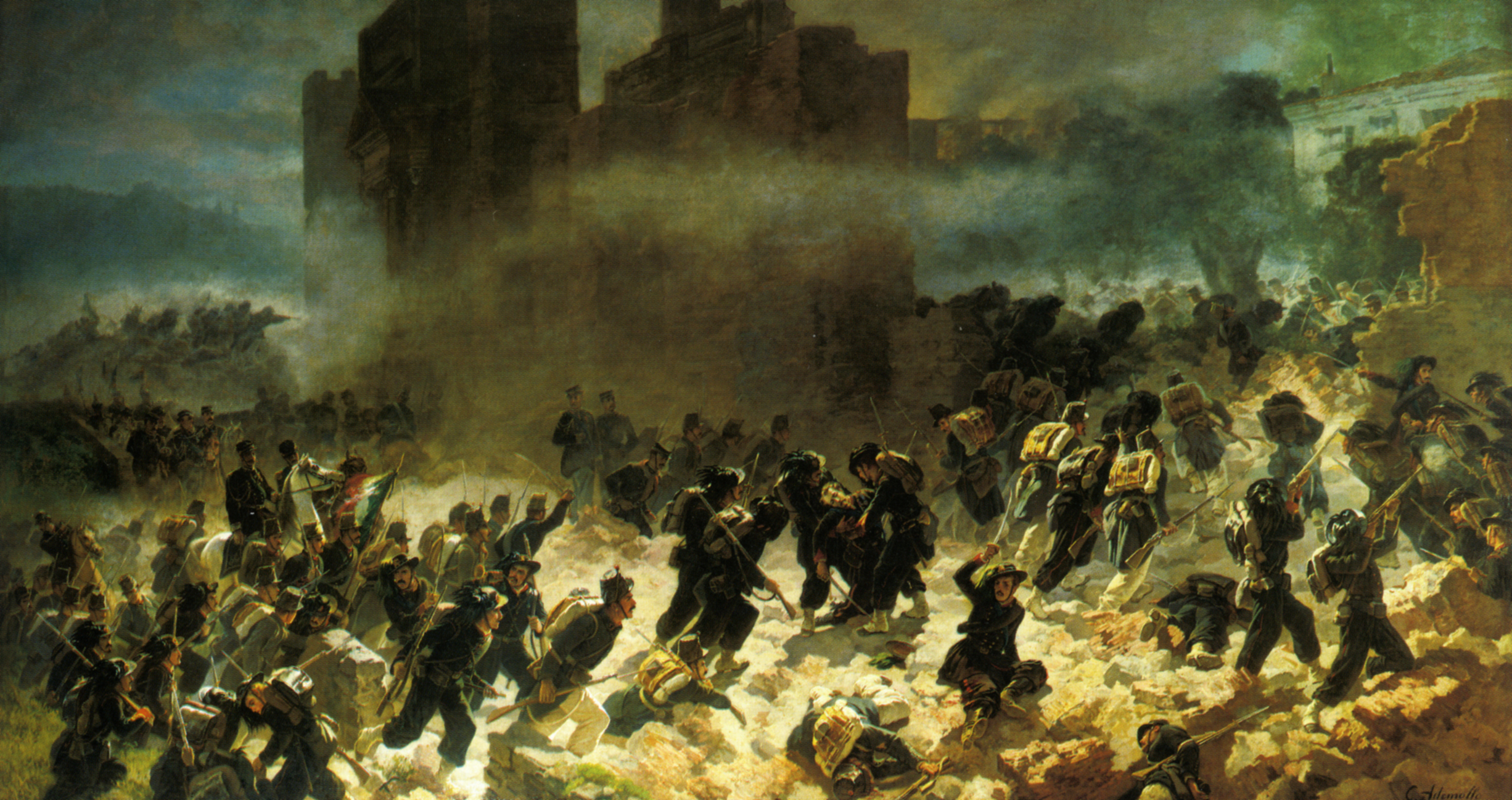
Przełamanie muru Aureliana w okolicy bramy Porta Pia przez Włochów

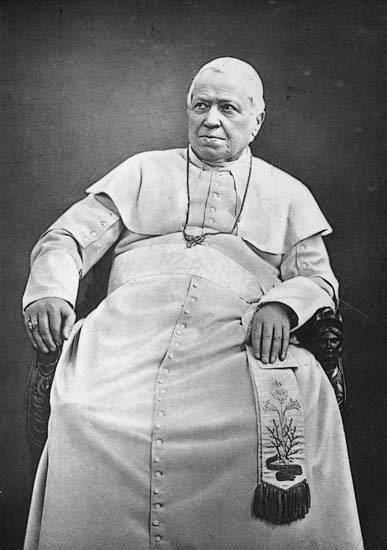
Papież Pius IX nie uznał włoskiej interwencji i ogłosił się więźniem Watykanu

Ofensywa włoska w Państwie Kościelnym (wł. Presa di Roma) – działania zbrojne Włoch w Państwie Kościelnym toczone w okresie od 11 do 20 września 1870.
Konwencja wrześniowa z 15 września 1864 pomiędzy rządami Włoch i Francji stanowiła, że Włochy nie zajmą Rzymu i okolic, które znajdowały się pod władzą papieską.
Już w październiku 1867 grupa Włochów pod dowództwem Giuseppe Garibaldiego przeprowadziła inwazję na Lacjum, ponosząc jednak klęskę pod Mentaną z rąk 2000 francuskich żołnierzy przysłanych w pośpiechu przez cesarza Napoleona III. Garnizon francuski powrócił do Rzymu.
W lipcu 1870 wybuchła wojna francusko-pruska i garnizon rzymski został odwołany do kraju. W Rzymie wybuchły prowłoskie demonstracje, jednak rząd nie podjął żadnych działań aż do francuskiej klęski pod Sedanem we wrześniu 1870, w której Napoleon III dostał się do niewoli. Wówczas król Wiktor Emanuel II wysłał do papieża Piusa IX księcia Gustava Ponzę di San Martino, który przekazał list przedstawiający włoskie propozycje rozwiązania spornej sytuacji. Pius IX kategorycznie odmówił porozumienia.
Włoska armia pod dowództwem generała Raffaele Cadorny wkroczyła do Państwa Kościelnego 11 września, posuwając się wolno w stronę Rzymu, jednocześnie wciąż usiłowano rozwiązać tę kwestię pokojowo. Do muru Aureliana wojska dotarły 19 września otaczając miasto. Następnego dnia, po trzygodzinnym ostrzale, przełamano mury w okolicy bramy Porta Pia i bersalierzy wkroczyli do Rzymu poruszając się Via Pia, którą przemianowano później na Via XX Settembre.
W kampanii zginęło 49 włoskich żołnierzy i 19 papieskich żuawów. Rzym i Lacjum włączono do Włoch po plebiscycie, papież ogłosił się więźniem Watykanu, zaś rząd włoski przeniósł się z Florencji do Rzymu.
Aż do czasów traktatów laterańskich status Rzymu (tak zwana kwestia rzymska), pozostała punktem spornym pomiędzy Włochami i Papiestwem.